# Joseph Henri Joachim Lainé
Joseph Henri Joachim Lainé (Bordeaux, 11 novembre 1768 – Parigi, 17 dicembre 1835) è stato un politico francese.
Già commerciante di Bordeaux, si laureò in legge nel 1789 esercitando l'avvocatura con successo a Parigi. 
Scoppiata la Rivoluzione, fu nominato amministratore del distretto de La Réole nel 1793, ma con l'avvento del Direttorio tornò ad occuparsi del proprio studio legale.
Con l'istituzione dell'Impero, fu membro del Corps législatif dal 1808, dando prova di singolare indipendenza. Confermato deputato anche sotto la Restaurazione, nel 1816 fu presidente della Camera e membro dell'Académie française per nomina reale al posto di Hugues-Bernard Maret, poi ministro degli Interni nel 1818. Entro, infine, nella Camera dei pari, atteggiandosi a sostenitore delle libertà costituzionali; a questo proposito, fu lui a dire, nel 1830 in occasione del tentato colpo di Stato di Carlo X, che «i re passano».
Non lasciò scritti. Nel giudizio dei suoi contemporanei, fu un oratore di eloquenza calda e trascinante.